# Sibériade
Pour plus de détails, voir Fiche technique et Distribution.
Sibériade (Сибириада) est un film épique soviétique réalisé par Andreï Kontchalovski, sorti en 1979.
L'intrigue raconte le destin de deux familles sibériennes — les Solomines et les Oustioujanines — sur leurs trois générations (environ 70 ans) et s'inscrit dans l'histoire de la Sibérie dans l'Union soviétique. Le film, riche en images et en symboles, est partiellement tourné en noir et blanc et se distingue par la musique particulièrement atmosphérique du compositeur soviétique Edouard Artemiev. Des extraits documentaires rythment le film et forment le cadre historique en divisant l'action en étapes de dix ans (les années 1920, 1930, 1940, etc.).
Après avoir failli partager la Palme d'or avec Apocalypse Now selon le désir de la présidente du jury Françoise Sagan, Sibériade est finalement consacré par le Grand Prix du Festival de Cannes 1979.

## Synopsis
Sibériade forme un ensemble de quatre épisodes. Les deux premiers épisodes sont divisés en deux parties.
Il raconte l'histoire de deux familles dans le petit village de Ielan au nord-ouest de la Sibérie : les Solomines, qui se sont enrichis grâce au commerce des fourrures avec les Khantys indigènes et qui veulent conserver ce qui a fait ses preuves, et les Oustioujanines, pauvres et avides de changement. Les relations entre les membres de ces familles, dont les chemins ne cessent de se croiser, illustrent le changement d'époque.
La première partie, Pirogues et vin amer, débute vers 1907 à l'époque prérévolutionnaire, lorsque le bûcheron Afanassi Oustioujanine commence à construire une interminable tranchée dans la taïga, symbole de l'exploitation imminente par les « modernisateurs » de ce pays peu peuplé de commerçants, d'éleveurs de rennes et de chasseurs de fourrures, et de ses ressources naturelles. Son fils Nikolaï (Kolia) impose un mariage non conforme à son rang avec Nastia Solomine, qui est tombée amoureuse de lui, ce que son frère Ierofei ne lui pardonnera jamais. Les deux familles resteront liées par une relation d'amour-haine pendant plus de 60 ans. Nikolaï promeut l'exploitation du pétrole dans la taïga, mais celle-ci est empêchée par la « crinière du diable », redoutée par les habitants. La « Crinière du Diable » est un immense marécage impénétrable dont les gaz provoquent confusion et hallucinations. Ierofei, qui met en garde les villageois contre ce projet, est dénoncé par Nikolaï, arrêté et emprisonné. Mais le projet d'exploration pétrolière échoue en raison de l'insuffisance des moyens mis en œuvre.
Cette première partie du film s'étend jusqu'à la Seconde Guerre mondiale, durant laquelle Nikolaï sert dans une unité de la marine et se distingue par sa bravoure. Sa femme est tuée pendant la guerre.
La deuxième partie, Libère le chemin, se déroule jusqu'à la fin des années 1970. Lorsque Nikolaï retourne dans son village natal, il est assassiné par son beau-frère qui vient de sortir de prison. Le fils de Nikolaï, Alexeï (Sascha), spécialiste des travaux de forage, a fait ses preuves dans l'extraction du pétrole dans d'autres régions de l'Union soviétique. Il arrive dans le village de ses pères et décide de se lancer à nouveau dans la recherche de pétrole, puisqu'il avait découvert dans sa jeunesse, en jetant une cigarette, que la Crinière du diable contenait des gaz inflammables. Une scène clef montre Alexei dans le marécage, à côté de la cabane rudimentaire laissée par les forages infructueux des années 1930, dans laquelle est encore collée une affiche de Staline. Il appelle désespérément son père, qui lui apparaît comme une vision.
La vie dans les années 1960, à l'ère du Khrouchtchev, est plus légère, plus insouciante, moins héroïque que dans les années 1930 et 1940. La vie privée, la vie amoureuse et même la jalousie ne peuvent plus être refoulées. On n'est plus sous la pression de l'industrialisation précipitée de l'époque stalinienne et de ses nombreuses victimes, mais on voit la perspective d'avenir dans la technique la plus moderne, qui doit faciliter le travail et la vie. Alexeï, présenté comme doux, mais léger et exubérant, veut désormais vaincre la Crinière du diable grâce à la technique moderne. La scène où il fait sauter avec son tracteur le portail ancestral de la propriété familiale des Solomines a un fort impact symbolique - il détruit quelque chose de créé par l'homme, comme le déplore son oncle Ierofei. Le marécage est exploité par des véhicules tout-terrain, une tour de forage est érigée, mais Alexeï provoque un accident en forant. Le burin s'enfonce dans le trou de forage et les travaux sont interrompus sans résultat.
Un fils de la famille Solomine, Filipp, fonctionnaire du parti et membre d'une nouvelle classe d'intelligence technique, arrive en hélicoptère et présente des plans qui prévoient de transformer la région autour de son pauvre village natal, sans perspectives économiques, en un lac de barrage. Alexei lui demande un délai, pour lequel Filipp s'engage effectivement malgré les réserves de ses supérieurs à Moscou - un pas vers la réconciliation des familles. Lorsque le forage découvre enfin du pétrole, une éruption se produit, le pétrole s'enflamme et Alexei se sacrifie pour sauver un collègue coincé sous les décombres du derrick en feu. Grâce à son acte héroïque, le village est sauvé de l'inondation et a des perspectives économiques.
Le message central du film est que la technique est une condition nécessaire à la bonne vie et à l'humanité, mais que son développement exige encore bien des sacrifices. Parallèlement, le film aborde déjà la nécessité de respecter la nature menacée, mais aussi les traditions culturelles des hommes. La « patrie » est une catégorie clé à cet égard.
Dans de nombreuses scènes, au fil des décennies, apparaît à plusieurs reprises le « Vieux Éternel », un ermite tantôt exhortant, tantôt commentant avec parcimonie ou montrant son incompréhension, accompagné d'animaux apprivoisés (ours, rennes, oiseaux) et symbolisant l'attachement du peuple à la nature et l'âme populaire. Au fil des représentations, les animaux perdent de leur importance.

## Fiche technique
- Titre français : Sibériade[2],[3]
- Titre original : Сибириада, Sibiriada[4]
- Réalisation : Andreï Kontchalovski
- Scénario : Andreï Kontchalovski et Valentin Ezhov
- Production : Erik Weissberg
- Musique : Edouard Artemiev
- Photographie : Levan Paatachvili
- Montage : Valentina Koulaguina
- Direction artistique : Aleksandr Adabachyan et Nikolaï Dvigoubsky
- Costumes : Natalia Litchmanova
- Pays d'origine :  Union soviétique
- Langue originale : russe
- Format : Couleurs
- Genre : Drame
- Durée : 275 minutes
- Date de sortie : 
  - France : 20 mai 1979 (Festival de Cannes 1979) ; 28 novembre 1979 (Paris)
  - Union soviétique : 10 janvier 1980

## Distribution
- Natalia Andreïtchenko : Anastassia Solomine
- Nikita Mikhalkov : Alekseï Oustioujanine
- Sergueï Chakourov : Spiridon Solomine
- Vitali Solomine : Nikolaï Oustioujanine
- Mikhaïl Babourov : Kolia Oustioujanine, enfant
- Vladimir Samoïlov : Aphanassi Oustioujanine
- Lioudmila Gourtchenko : Taïa Solomine
- Vsevolod Larionov : Fedor Nikolaïevitch
- Iaroslava Khlopodia : Nastia Solomine
- Aleksandr Adabachyan : vendeur de joaillerie
- Irina Kouptchenko : Solomine
- Mikhaïl Kononov : Rodion Klimentov
- Maksim Mounzouk : Fedka
- Aleksandr Pankratov-Tcherny : Sacha
- Pavel Kadotchnikov : l'éternel vieillard

## Production
Le film Sibériade a d'abord été une commande d'État typique. En 1974, Andreï Kontchalovski est convoqué par le président du Goskino, Filipp Iermach (ru), qui lui propose de réaliser, pour le prochain congrès du PCUS, un film sur la vie des travailleurs du pétrole. Le réalisateur accepte et le tournage commence. Au fur et à mesure de la réalisation du film, le thème de l'industrie passe au second plan et les créateurs s'intéressent davantage au choc des générations et des destins humains. Le réalisateur qualifie le genre du film de « poème en six histoires ».
Le thème du pétrole dans le film est inspiré par la longue lutte du héros du travail socialiste Farman Salmanov pour trouver du pétrole dans l'oblast de Tioumen à la fin des années 1950.
Le film a été tourné en format de production UFC sur pellicule Kodak,. À l'époque, cette pellicule était achetée en devises étrangères à l'étranger et n'était confiée qu'à des réalisateurs sélectionnés.
Le film a été tourné dans les environs de Tomsk, près du village de Nagorny Ichtan (ru), puis dans l'oblast de Tver. Les villages aux environs de Tver, en particulier Savinskie Gorki dans le district de Torjok, représentent dans le film la Sibérie prérévolutionnaire et soviétique. La scène de l'incendie a été filmée dans un champ de pétrole au Tatarstan - les travailleurs du pétrole ont alloué une tour à l'équipe de tournage, en l'avertissant que si la scène ne pouvait pas être filmée la première fois, ils n'y aurait pas de deuxième fois.

### Bande originale
Avant de tourner le film, Kontchalovski a donné à Edouard Artemiev un disque du pionnier de la musique électronique grecque Vangelis, rapporté de l'étranger, pour qu'il l'écoute, en déclarant : « J'ai besoin de ce genre de musique ».
Après la sortie de Sibériade, un disque vinyle du même nom est paru avec la musique du film ; il comprend à la fois des compositions instrumentales d'Edouard Artemiev et des chansons tziganes interprétées dans le film, ainsi que la chanson folklorique russe Krassota li moïa. Le disque a été publié par la société française Le Chant du Monde en 1979.
Face A
1. Ma beauté a fleuri trop tôt — Красота ли моя (Моя красота цвела чересчур рано)
2. Le soleil — Солнышко
3. Les yeux émeraude — Твои глаза зелёные
4. La chanson des tziganes de Sibérie — Песня цыган Сибири
5. Le long chemin — Длинная дорога
6. Dimitri — Дмитрий
7. Révélation — Откровение

Face B
1. Le feu — Огонь
2. Le vent de l’espoir (char à voile) — Ветер надежды
3. Le tourbillon de l’histoire — Вихрь истории
4. Les balançoires — Качели
5. La mort du héros — Смерть героя

## Avant-première au Festival de Cannes
Le réalisateur Andreï Kontchalovski et les acteurs principaux Nikita Mikhalkov, Lioudmila Gourtchenko et Natalia Andreïtchenko sont allés présenter le film au Festival de Cannes 1979. Une version abrégée de 3,5 heures de Sibériade est projetée dans le cadre du programme principal de la compétition. Kontchalovski insiste pour qu'il y ait un entracte de cinq minutes entre la première et la deuxième partie du film, car il craint que le public ne supporte pas de regarder le film sans pause. Plus tard, Lioudmila Gourtchenko se souviendra : « Cet entracte nous faisait peur. Et s'ils partaient et ne revenaient pas ? Ces cinq minutes nous semblaient une éternité. Nous regardions les chaises vides, craignant de nous regarder en face. Tout le monde pensait à la même chose ». Cependant, après l'entracte, le public est revenu et, avant même la fin du film, la salle a commencé à applaudir, ce qui s'est transformé en ovation à la fin du film.
Françoise Sagan, présidente du jury du festival, a déclaré à Kontchalovski qu'elle démissionnerait du jury si Sibériade ne partageait pas la Palme d'or, la principale récompense du festival, avec Apocalypse Now de Francis Ford Coppola. Néanmoins, le scandale est étouffé et le prix est partagé entre Apocalypse Now et Le Tambour, Sibériade remportant le deuxième prix le plus important. La principale motivation des autres membres du jury qui ont persuadé Sagan était que le prix ne devait pas être partagé entre les deux superpuissances dans le contexte de guerre froide. On sait que pendant le festival, Coppola, qui avait eu le temps de regarder Sibériade, a invité Kontchalovski sur son yacht dans la baie et lui a dit qu'il ne voyait pas d'inconvénient à partager le prix principal avec lui. Selon Kontchalovski, « la conversation s'est déroulée comme si Gromyko et Kissinger, deux puissances, s'étaient rencontrés ».
En outre, le spécialiste du cinéma russe Kirill Razlogov (ru) note que la tâche de la délégation soviétique officielle et d'un membre du jury du festival, le poète Robert Rojdestvenski, au festival du film était de s'assurer que Kontchalovski, qui entretenait alors des relations difficiles avec les autorités soviétiques, ne recevrait pas un prix personnel de la mise en scène, mais serait honoré par le Grand Prix, qui signifierait le succès de l'industrie cinématographique soviétique dans son ensemble et non pas seulement d'un homme. Un an après ce film et ce prix à Cannes, Kontchalovski part réaliser quelques films à Hollywood, dont Tango et Cash (1989) avec Sylvester Stallone, avant de revenir en Russie dans les années 1990.

## Récompenses
- Grand prix du jury au Festival de Cannes 1979